# Benjamin Morrell

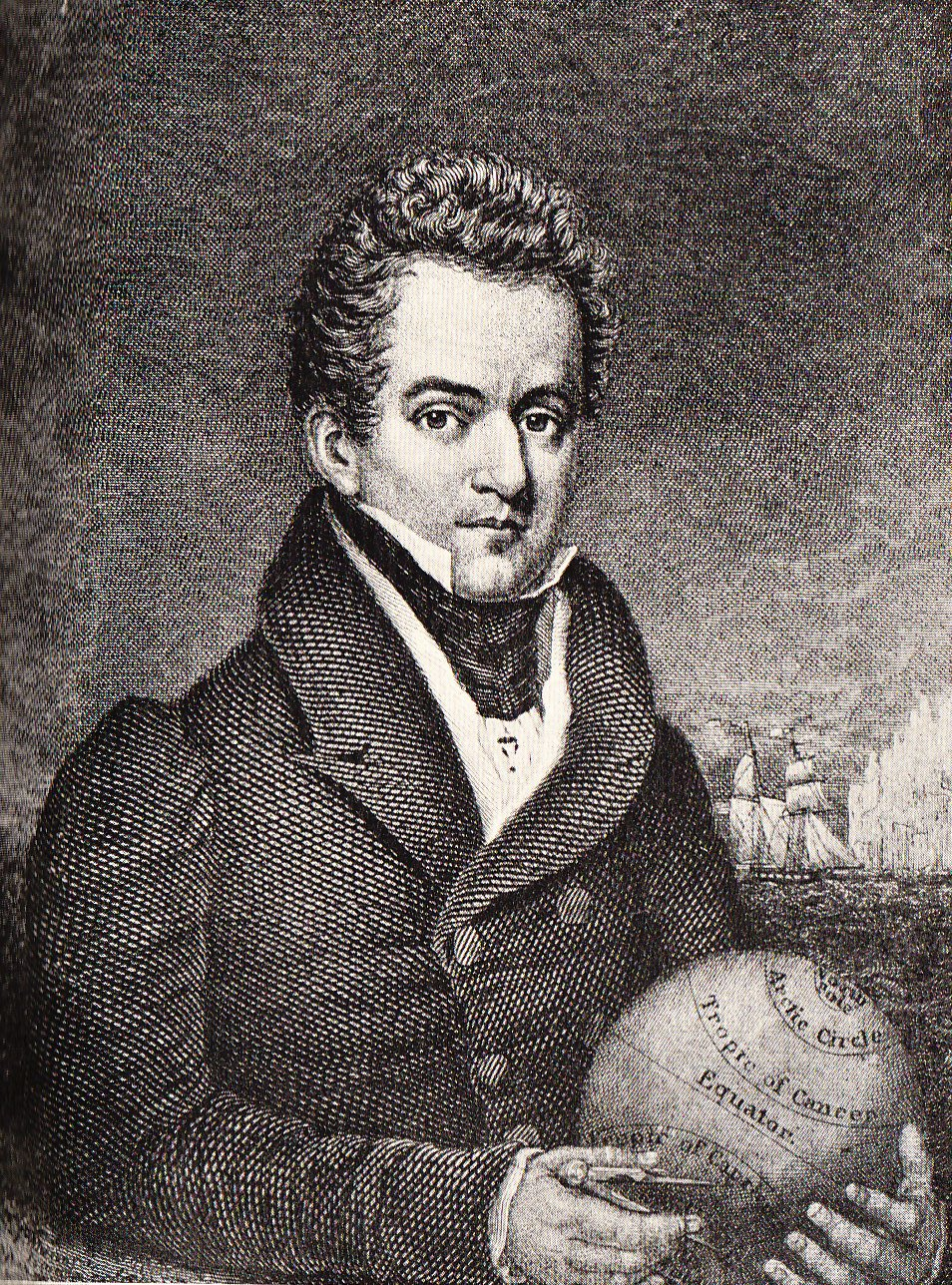
Benjamin Morrell

Benjamin Morrell, (Rye, New York, 5 juli 1795 – Mozambique, 1839) was een Amerikaans kapitein en ontdekkingsreiziger.
Tussen 1823 en 1831 maakte hij vier belangrijke reizen, vooral naar de Zuidelijke Oceaan en het eilandenrijk in de Stille Oceaan. Hij schreef hierover A Narrative of Four Voyages (1832), een uitgebreid verslag van zijn ervaringen onderweg.
Morrell was een zeer omstreden figuur in de geschiedenis van de scheepvaart, aangezien een gedeelte van zijn verhalen vals bleken te zijn. Door sommige van zijn tijdgenoten werd hij daarom "de grootste leugenaar in de Pacific" genoemd: anderen bestrijden dit, omdat men denkt dat zijn verhalen niet opzettelijk onwaar zijn.
Men neemt aan dat hij in 1839 overleed aan een koorts die hij in Mozambique had opgelopen.